# Panthera uncia
Il leopardo delle nevi (Panthera uncia Schreber, 1775) è un felide di grossa taglia originario delle catene montuose dell'Asia centrale. 
La sua classificazione è stata soggetta a cambiamenti negli ultimi anni e alcune autorità, come Mammal Species of the World e la CITES, continuano a chiamarlo con il vecchio nome Uncia uncia. Tuttavia, recenti analisi genetiche hanno chiaramente dimostrato la sua appartenenza al genere Panthera, e come tale viene classificato dalla IUCN. In passato ne venivano riconosciute due sottospecie, ma, tramite le analisi genetiche, è stato scoperto che tale suddivisione è inesatta. Nella lista delle specie minacciate viene classificato tra le specie vulnerabili.

## Etimologia
Secondo l'American Heritage Dictionary, l'etimologia del termine panthera è sconosciuta. Una spiegazione erronea lo fa derivare dalle parole greche pan- (πάν; «tutto») e ther (θηρ; «animale da preda»), dal momento che i grandi felini sono creature in grado di uccidere quasi ogni altro animale. È stato supposto che la parola pánther (πάνθηρ) sia giunta al greco attraverso il sanscrito, lingua nel quale essa significava «animale giallastro» o «giallo-biancastro». In greco questo termine si riferiva genericamente a tutti i felini maculati.
Sia il nome scientifico latinizzato uncia che il vecchio nome comune italiano onza derivano dall'antico francese once, termine originariamente utilizzato per indicare la lince europea. A sua volta once si ritiene tragga origine dalla retroformazione di un termine più antico, lonce (italianizzato in lonza), per deglutinazione della «l» iniziale intesa come abbreviazione dell'articolo le («la»). Entrambi i termini, lonza e onza, venivano impiegati per indicare altri felini delle stesse dimensioni della lince e, successivamente, anche il leopardo delle nevi.
Nelle zone in cui vive, il leopardo delle nevi è noto come shan (in ladakhi), irves (in mongolo), waawrin prraang (in pashto), bars o barys (in kazako), ilbirs (in kirghiso) e barfani chita («ghepardo delle nevi», in urdu).

## Tassonomia
Il leopardo delle nevi è stato descritto per la prima volta da Schreber nel 1775, a partire da un esemplare proveniente dai monti Kopet-Dag, al confine tra Turkmenistan e Iran. Inizialmente molti tassonomi lo classificarono nel genere Panthera, insieme alle altre specie di grandi felini esistenti, ma in seguito è stato posto in un genere a parte, Uncia, ritenendo che fosse abbastanza distinto dalle specie del genere Panthera o da altri grandi felidi. Tuttavia, recenti studi molecolari ne hanno confermato l'appartenenza al genere Panthera e la stretta parentela con la tigre (Panthera tigris). Mammal Species of the World continua ancora a chiamarlo Uncia uncia, ma la IUCN, aggiornata più spesso, ha già iniziato a chiamarlo nuovamente Panthera uncia. La Cat Classification Task Force, un gruppo di studio creato per conto del Cat Specialist Group e della IUCN Red List Unit, è attualmente all'opera per definire una volta per tutte, facendo riferimento alle informazioni finora disponibili, la classificazione dei Felidi, compresa la suddivisione in generi, specie e sottospecie, e fissare con la maggior accuratezza possibile l'areale dei rispettivi taxa.
In base alla distribuzione geografica, nel corso degli anni sono state proposte varie sottospecie di leopardo delle nevi: P. u. schneideri (Himalaya e altopiano del Tibet) e P. u. baikalensisromanii (diffusa nella Transbaikalia meridionale - Russia - e sul versante settentrionale dei monti Khentii - Mongolia). Attualmente, tuttavia, la specie è considerata monotipica.

## Descrizione

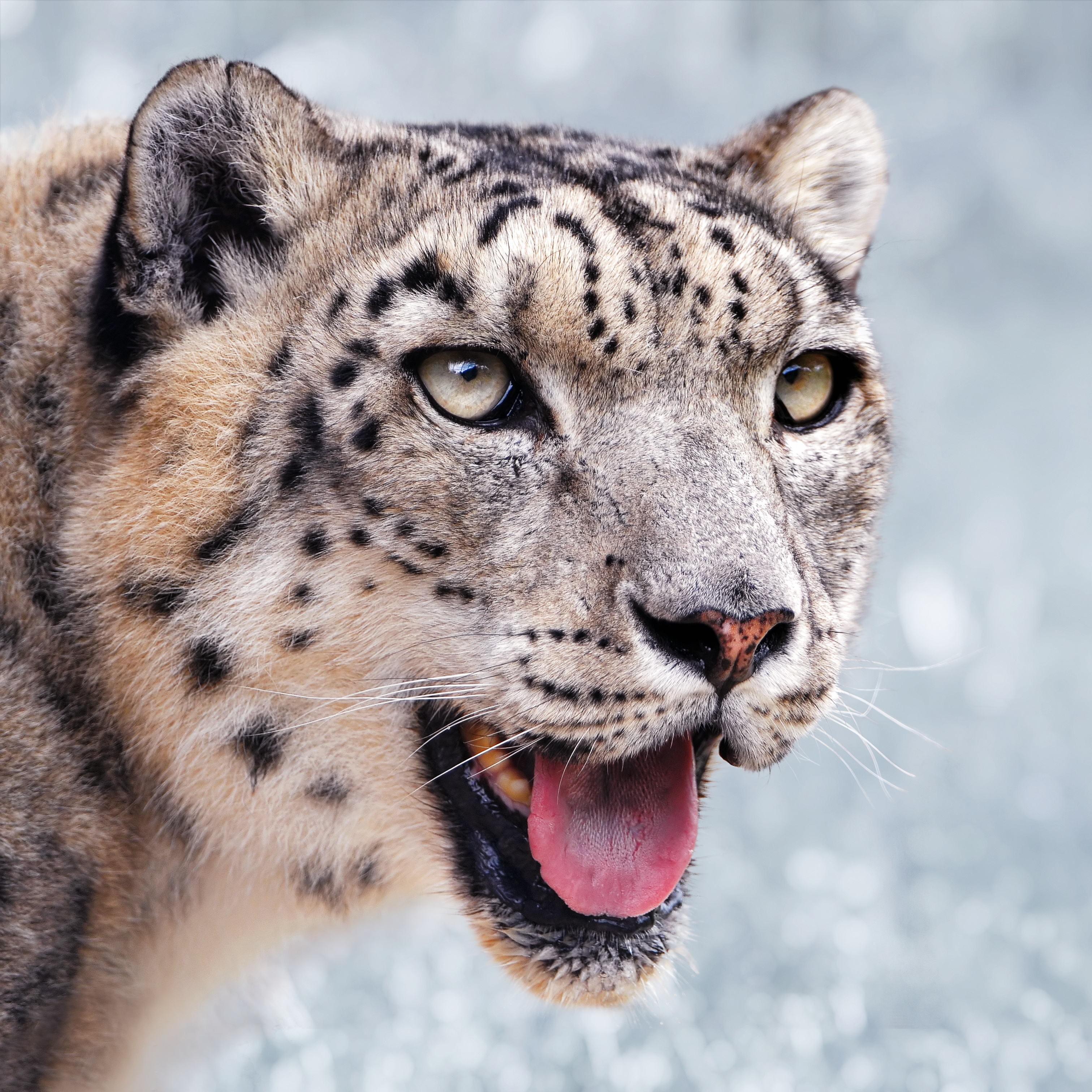
Primo piano di un maschio

I leopardi delle nevi sono più piccoli degli altri grandi felini, ma, come in questi, le dimensioni variano molto da un esemplare all'altro; generalmente pesano 27-55 kg, ma maschi eccezionalmente sviluppati possono raggiungere i 75 kg e, al contrario, femmine particolarmente piccole possono pesare meno di 25 kg. Il corpo misura 75-130 cm di lunghezza, ai quali si aggiungono altri 80-100 cm di coda. L'altezza alla spalla è di circa 60 cm.
Presenta un folto mantello grigiastro lievemente tinto di crema, con macchie scure e rosette irregolari. La lunga coda (80-100 cm) ha anche una funzione protettiva: nei freddi inverni himalayani il leopardo delle nevi la arrotola attorno al muso usandola come "sciarpa". Il folto e caldo mantello gli consente inoltre di sopportare temperature rigidissime, e le ampie piante delle zampe fungono da ciaspole per non sprofondare nella neve.
Il leopardo delle nevi ha muso corto, fronte bombata e fosse nasali insolitamente grandi che gli consentono di respirare tranquillamente l'aria fredda e rarefatta delle alte quote.
Il leopardo delle nevi, sebbene abbia l'osso ioide parzialmente ossificato, non è in grado di ruggire. In passato si riteneva che questa parziale ossificazione fosse essenziale per permettere ai grandi felini di ruggire, ma nuovi studi hanno dimostrato che questa capacità è dovuta ad altri aspetti morfologici, specialmente della laringe, assenti nel leopardo delle nevi. Tra i vocalizzi emessi da questo animale vi sono sibili, fusa, miagolii, ringhi e guaiti.

## Distribuzione e habitat
Il leopardo delle nevi vive sugli altipiani e nelle alte vallate dei principali monti dell'Asia centrale, entro i confini di Bhutan, Cina, India, Kazakistan, Kirghizistan, Nepal, Pakistan, Russia, Tagikistan e Uzbekistan.
La sua distribuzione geografica si estende dall'Hindu Kush, nella parte nord-orientale dell'Afghanistan, fino alla Cina, dove lo si trova sui rilievi montuosi dello Xinjiang, sul Pamir, nell'Altyn-Tagh e nelle regioni montuose del Gansu e del Sichuan occidentale. Il leopardo delle nevi abita anche nel Pakistan e nell'Himalaya meridionale: Gilgit, Hunza, Kashmir, Nepal, Sikkim, Bhutan. Vive pure sui monti del Kirghizistan, in Zungaria, sui monti Altaj, attorno al lago Bajkal e nella Siberia meridionale fino ai monti Saiani, al confine con la Mongolia.
Il leopardo delle nevi vive negli altopiani tra i 3350 e i 6700 m di altitudine. Gli studiosi della Snow Leopard Survival Strategy hanno cercato, malgrado le difficoltà, di fare una stima della popolazione di questo animale, valutandola sui 4080-6590 esemplari. Tuttavia, si teme che gli esemplari in età riproduttiva siano meno di 2500 (2040-3295 capi, cifra pari al 50% della popolazione totale).

## Biologia
In estate il leopardo delle nevi vive di solito al di sopra della linea degli alberi, in prati di montagna e terreni rocciosi a 2700-6000 m di quota. In inverno scende nelle foreste, a circa 1200-2000 m. Predilige i terreni impervi e può spostarsi anche in zone dove la neve è profonda fino a 85 cm, sebbene preferisca utilizzare sentieri esistenti tracciati da altri animali.
Non ha dimora fissa, ma si sposta seguendo le sue prede.
Conduce perlopiù vita solitaria, ma le madri possono ospitare i piccoli nella tana per lunghi periodi di tempo.
Ciascun esemplare occupa un territorio ben definito, ma non ne difende aggressivamente i confini dalle intrusioni dei conspecifici. L'estensione di tali territori è molto variabile. In Nepal, dove le prede sono abbondanti, essi sono più piccoli (12-40 km²), e in un'area di 100 km² si possono trovare da cinque a dieci esemplari; al contrario, ove le prede sono scarse, un'area di 1000 km² può ospitare solo cinque felini.
Come altri felini, i leopardi delle nevi usano marcature odorose per delimitare i propri territori e i sentieri utilizzati più spesso. Per fare questo, grattano il terreno con le zampe posteriori, depositandovi urina e feci, ma talvolta bagnano con la propria urina zone rocciose ben riparate.
I leopardi delle nevi sono animali crepuscolari, essendo attivi soprattutto all'alba e al tramonto. Conducono una vita estremamente riservata e sono anche molto difficili da individuare, dal momento che la loro pelliccia si confonde benissimo con lo sfondo circostante.

### Alimentazione

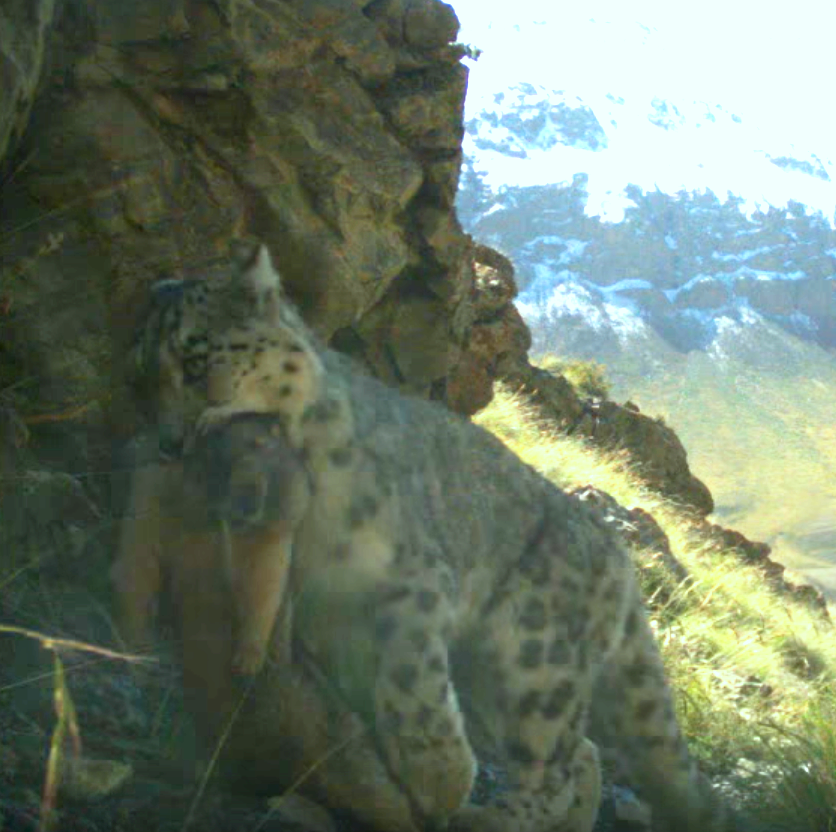
Esemplare con marmotta dell'Himalaya, Kirghizistan

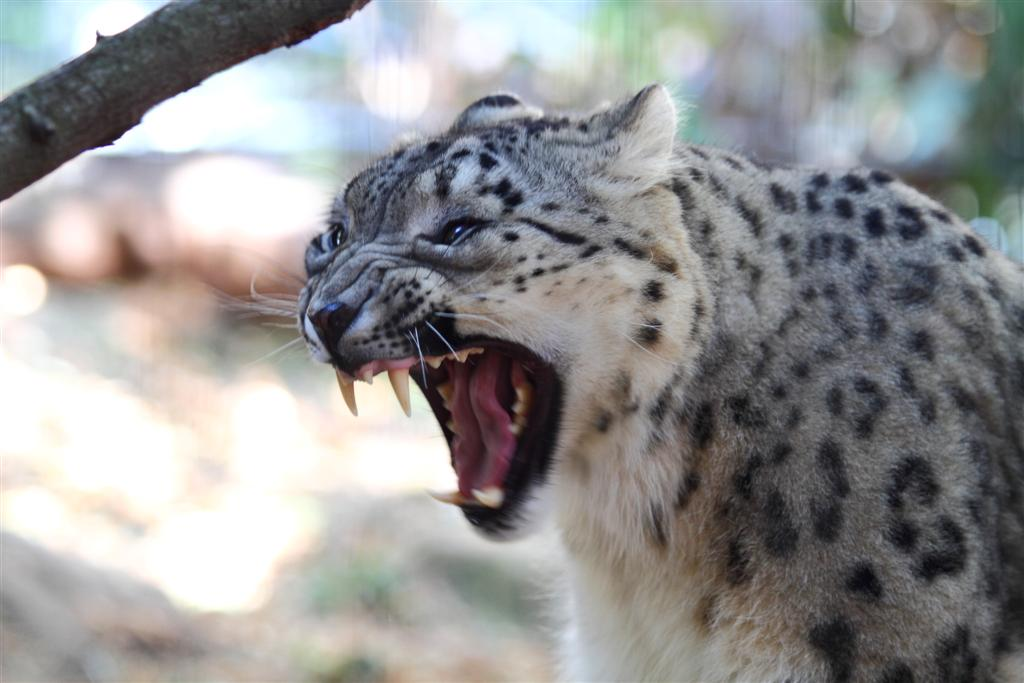
Un esemplare allo Zoo di Taronga (Australia)

I leopardi delle nevi sono carnivori e cacciano attivamente le loro prede, ma, come molti felini, sono predatori opportunisti che mangiano ogni genere di carne riescano a trovare, comprese carogne e animali domestici. Riescono ad abbattere animali tre o quattro volte più grandi di loro, come bharal, tahr dell'Himalaya, markhor e argali, ma generalmente catturano prede molto più piccole, come lepri e uccelli. Sono in grado di catturare quasi tutti gli animali presenti nel loro areale, con la probabile eccezione dei maschi adulti di yak. Diversamente da altri felini, i leopardi delle nevi consumano anche significative quantità di sostanze vegetali, come erba e ramoscelli. La tecnica di caccia è semplicissima: mimetizzato con l'ambiente grazie alla sua pallida pelliccia, il felino attacca di sorpresa le vittime spiccando balzi prodigiosi, anche dieci metri per una altezza di tre o quattro.
La dieta del leopardo delle nevi varia a seconda dell'areale e del periodo dell'anno, e dipende dalla disponibilità di prede. Sull'Himalaya, preda soprattutto bharal, ma su altre catene montuose, come il Karakorum, il Tien Shan e gli Altai, le sue prede principali sono gli stambecchi siberiani e gli argali, una specie di pecora selvatica, divenuta piuttosto rara in alcune parti dell'areale del leopardo. Tra le altre prede di grandi dimensioni ricordiamo varie specie di capre e pecore selvatiche (come markhor e urial) e altri ruminanti simili a capre, come tahr dell'Himalaya e goral, oltre a cervi, cinghiali e langur. Le prede più piccole sono costituite da marmotte, lepri lanose, pika e vari roditori, e da uccelli, come tetraogalli e chukar.
I leopardi delle nevi talvolta attaccano anche il bestiame domestico, entrando così in diretto conflitto con l'uomo. I mandriani, infatti, abbattono i leopardi per evitare che essi assalgano i loro animali. La perdita delle prede in seguito al sovrappascolo causato dagli animali domestici, il bracconaggio e gli abbattimenti per difendere il bestiame sono le principali cause della diminuzione dei leopardi delle nevi. Non esistono testimonianze inerenti ad attacchi di leopardi delle nevi nei confronti degli esseri umani, anzi, pare che questi animali siano i grandi felini meno aggressivi. Di conseguenza, vengono facilmente messi in fuga dalle greggi al pascolo; inoltre, se si sentono minacciati, abbandonano la preda catturata e quando vengono attaccati non cercano neppure di difendersi.
I leopardi delle nevi preferiscono catturare le loro prede tendendo loro imboscate dall'alto, avvicinandosi di soppiatto stando nascosti sul terreno accidentato. Una volta raggiunta, la preda viene uccisa con un morso al collo, e il leopardo la trascina in un luogo riparato prima di divorarla. Il felino consuma ogni parte commestibile della carcassa, e dopo aver mangiato un solo bharal può sopravvivere anche due settimane prima di cacciare di nuovo. Il fabbisogno di prede annuo sembrerebbe essere di 20-30 bharal adulti.

### Riproduzione

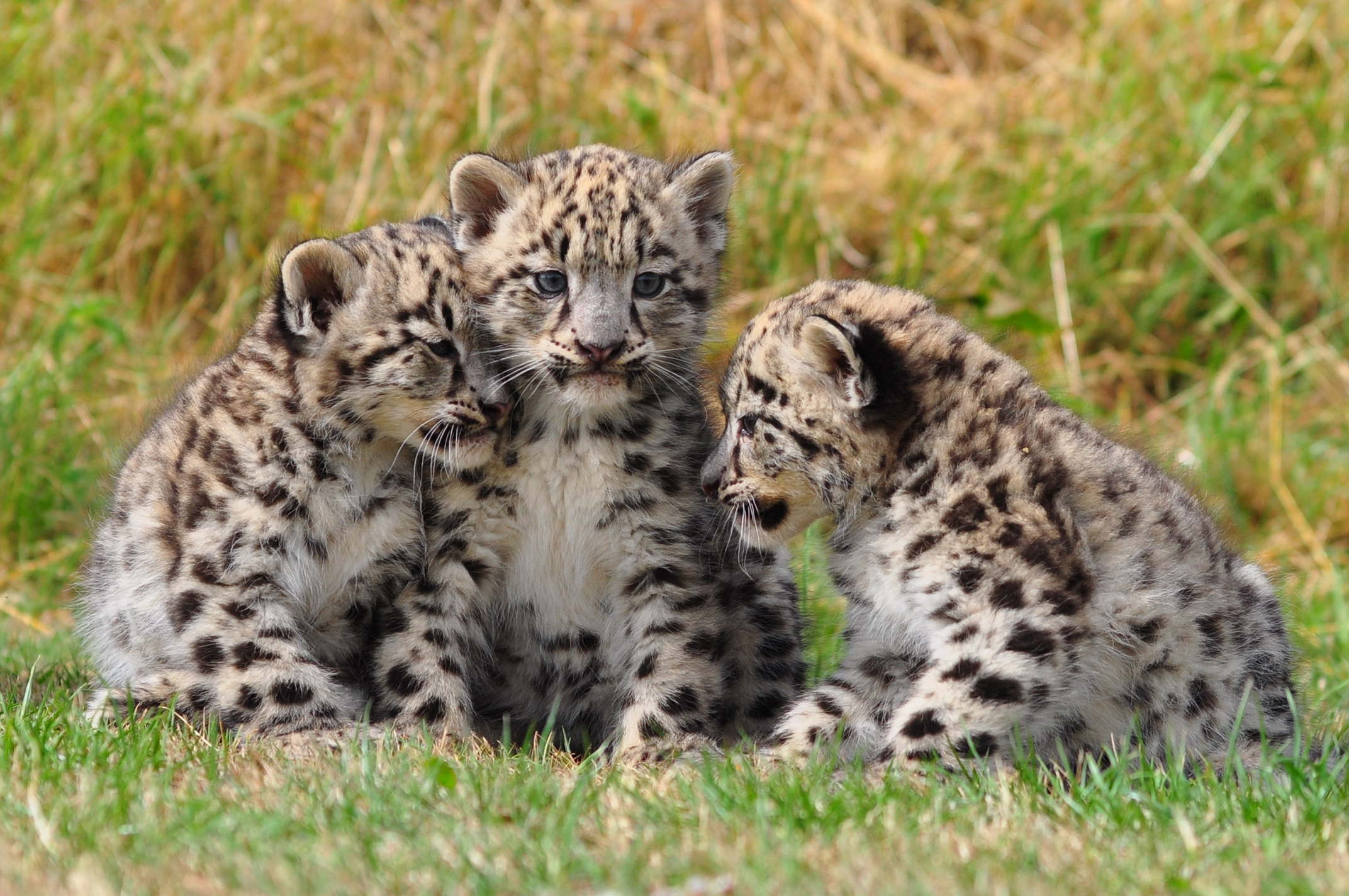
Piccoli di leopardo delle nevi al Cat Survival Trust di Welwyn (Regno Unito)

I leopardi delle nevi differiscono dagli altri grandi felini per avere un picco delle nascite ben definito. Generalmente si accoppiano alla fine dell'inverno, periodo nel quale viene registrato un aumento delle marcature odorose e dei richiami. Il periodo di gestazione dura un centinaio di giorni. Il ciclo estrale dura circa cinque-otto giorni. I partner si accoppiano, nella posizione tipica dei felini, fino a 12-36 volte al giorno.

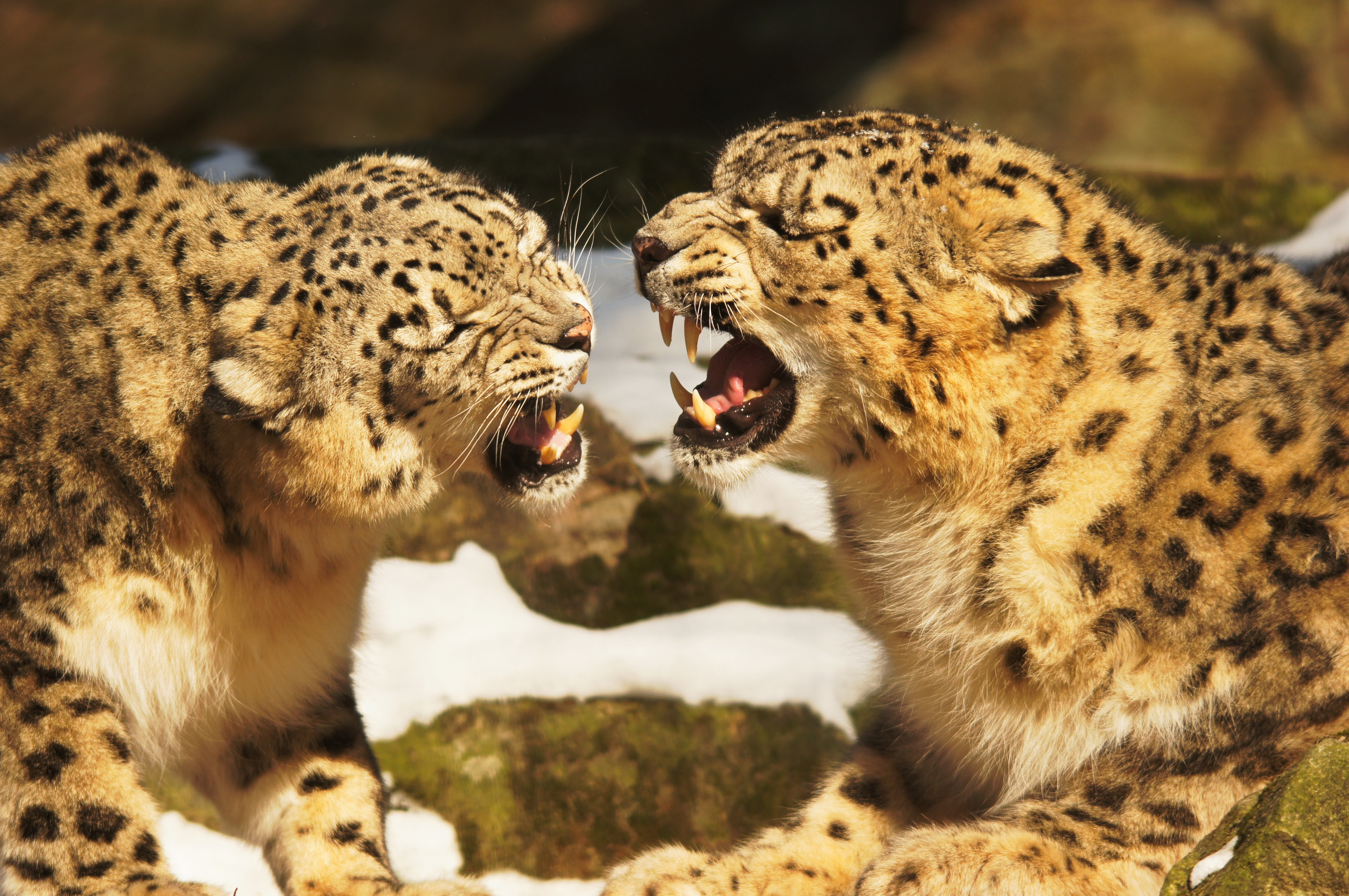
Come tutti i grandi felini, anche i maschi di leopardo delle nevi combattono accanitamente per il territorio e le femmine.

La femmina dà alla luce i piccoli in una tana tra le rocce o in un crepaccio foderati di peli che essa stessa si strappa dalla regione ventrale. Il numero dei piccoli varia da uno a cinque, ma generalmente è di due. Alla nascita essi sono ciechi e inermi, sebbene siano già ricoperti da un fitto manto di pelliccia, e pesano 320-567 g. Aprono gli occhi dopo circa sette giorni, riescono a camminare verso le cinque settimane e sono completamente svezzati a 10 settimane. Già alla nascita il loro mantello è ricoperto di macchie nere, che con lo sviluppo si raggruppano a costituire le tipiche rosette.
I piccoli lasciano la tana a circa due-quattro mesi di vita, ma rimangono con la madre fino a quando non sono pienamente indipendenti, a 18-22 mesi. Una volta raggiunta l'indipendenza, si disperdono su considerevoli distanze, attraversando perfino vallate pianeggianti in cerca di nuovi terreni di caccia. Questo probabilmente aiuta a diminuire i rischi di inincrocio, problema molto comune per un animale diffuso in un habitat relativamente isolato. I leopardi delle nevi raggiungono la maturità sessuale verso i due-tre anni, e generalmente vivono 15-18 anni, sebbene in cattività possano raggiungere i 21 anni.

### Predatori
Il leopardo delle nevi, in gran parte del suo habitat rappresenta il predatore più grande: in quelle zone esso svolge dunque un fondamentale ruolo di superpredatore, regolando le popolazioni di carnivori più piccoli. Infatti il felino attacca e uccide con una certa regolarità piccoli predatori quali sciacalli, volpi, gatti selvatici, cuon e addirittura linci e lupi himalayani. Il leopardo rappresenta dunque un fattore che influenza il numero, le abitudini di vita e la distribuzione geografica di questi piccoli carnivori che, senza il grande predatore, crescerebbero esponenzialmente e senza limiti, con gravi conseguenze per l'intero ecosistema.
Vivendo in un ambiente difficile e isolato, il leopardo delle nevi ha pochissimi competitori. L'unico animale, oltre all'uomo, che rappresenta una seria minaccia per il felino è il lupo tibetano, una sottospecie del lupo. Infatti, sebbene condivida alcuni territori con la tigre siberiana e il leopardo dell'Amur (Russia, Cina del Nord e Mongolia) e il leopardo indiano e la  tigre del bengala (India, Pakistan, Nepal) non vi è competizione tra i grandi felini perché il leopardo delle nevi vive ad altitudini molto più elevate rispetto alla tigre e al leopardo. Recentemente però il riscaldamento globale (e il conseguente aumento della temperatura sulle montagne) e la riduzione dell'habitat naturale stanno spingendo la tigre e il leopardo a invadere i territori un tempo esclusivi del leopardo delle nevi. Ancora non si sono verificati scontri fra le specie di grandi felini, ma siccome tutti e tre sulle montagne cacciano le stesse prede, gli scienziati temono che fra i grandi predatori possa nascere una violenta competizione dalla quale il leopardo delle nevi, più piccolo e meno aggressivo e adattabile dei suoi cugini, possa non uscire vincitore.

## Conservazione

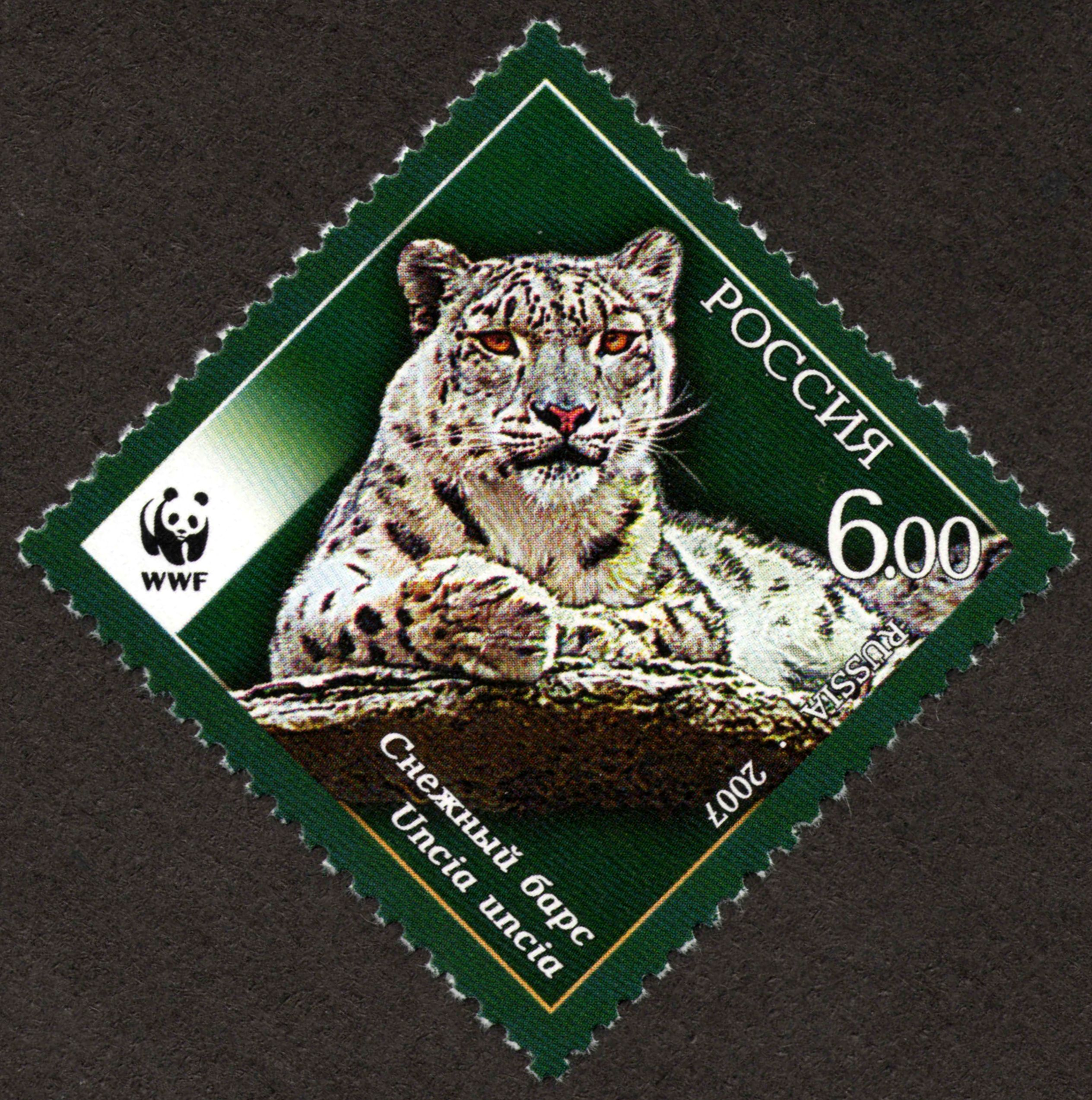
Francobollo del WWF in Russia

Numerosi enti sono all'opera per preservare questo felino e gli ecosistemi montani in cui vive, anch'essi minacciati. Tra di essi ricordiamo lo Snow Leopard Trust, la Snow Leopard Conservancy, lo Snow Leopard Network, il Cat Specialist Group e la Panthera Corporation. Questi gruppi, numerosi Governi nazionali dei Paesi ove vive questa specie, organizzazioni no-profit e agenzie private si sono recentemente riuniti a Pechino, alla X Conferenza Internazionale per il Leopardo delle Nevi. Loro obiettivo è quello di promuovere programmi con lo scopo di raccogliere più informazioni possibile e progetti di sensibilizzazione presso gli abitanti dei luoghi dove vivono i leopardi delle nevi, per comprendere meglio quali siano le loro necessità.

### Popolazione e aree protette

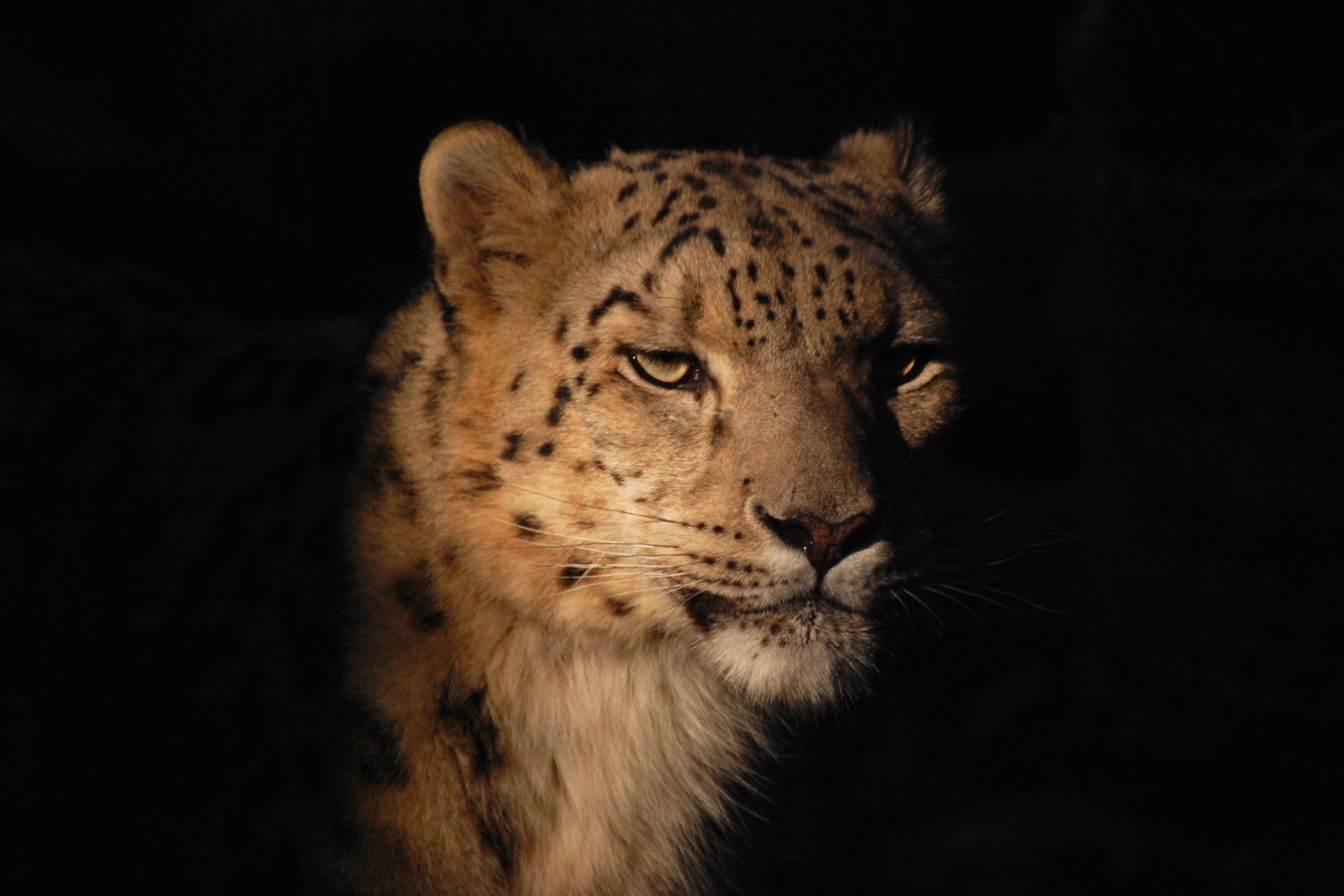
Leopardo delle nevi allo Zoo di Toronto

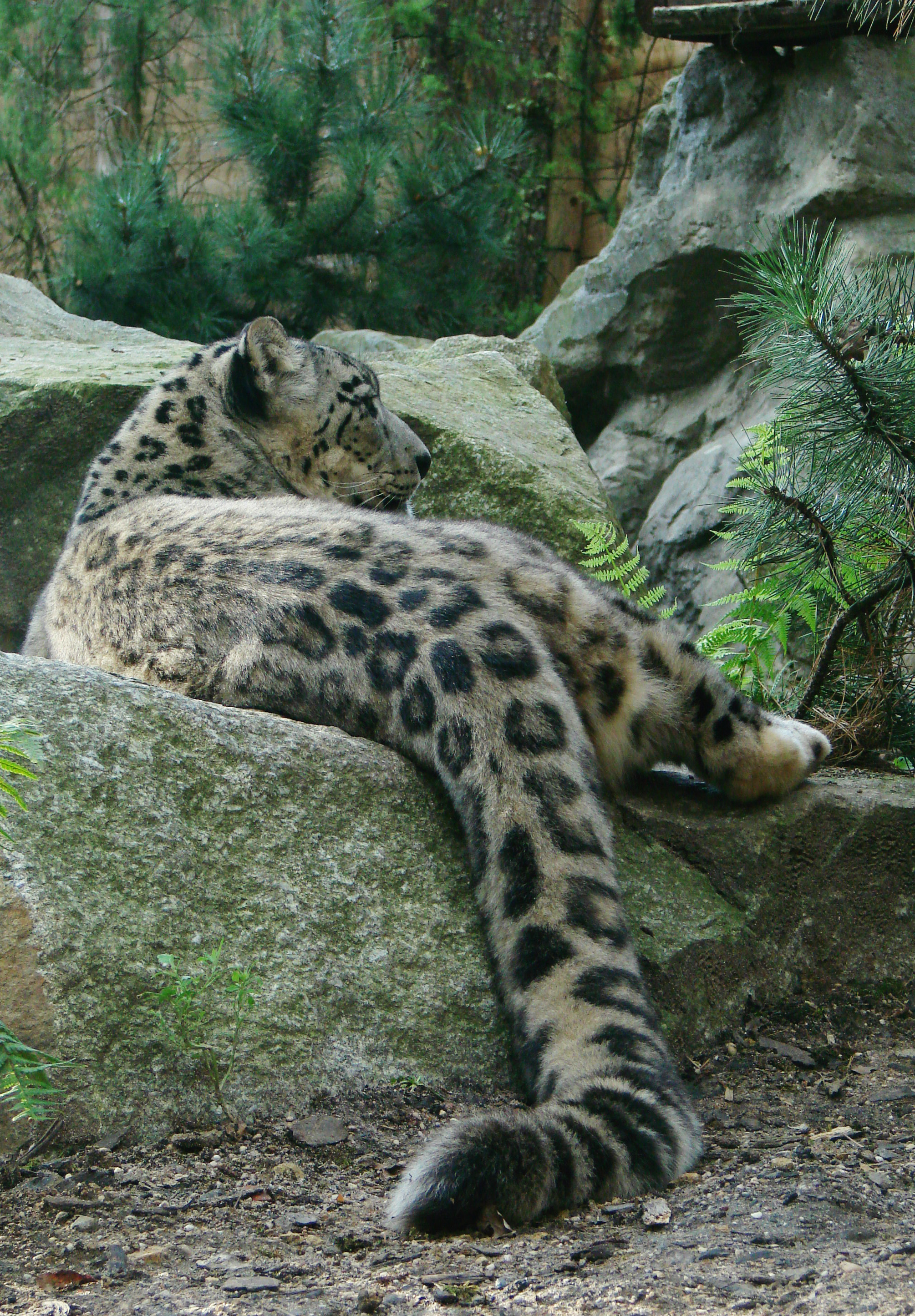
Leopardo delle nevi allo Zoo di Amnéville (Francia). Da notare la folta coda.

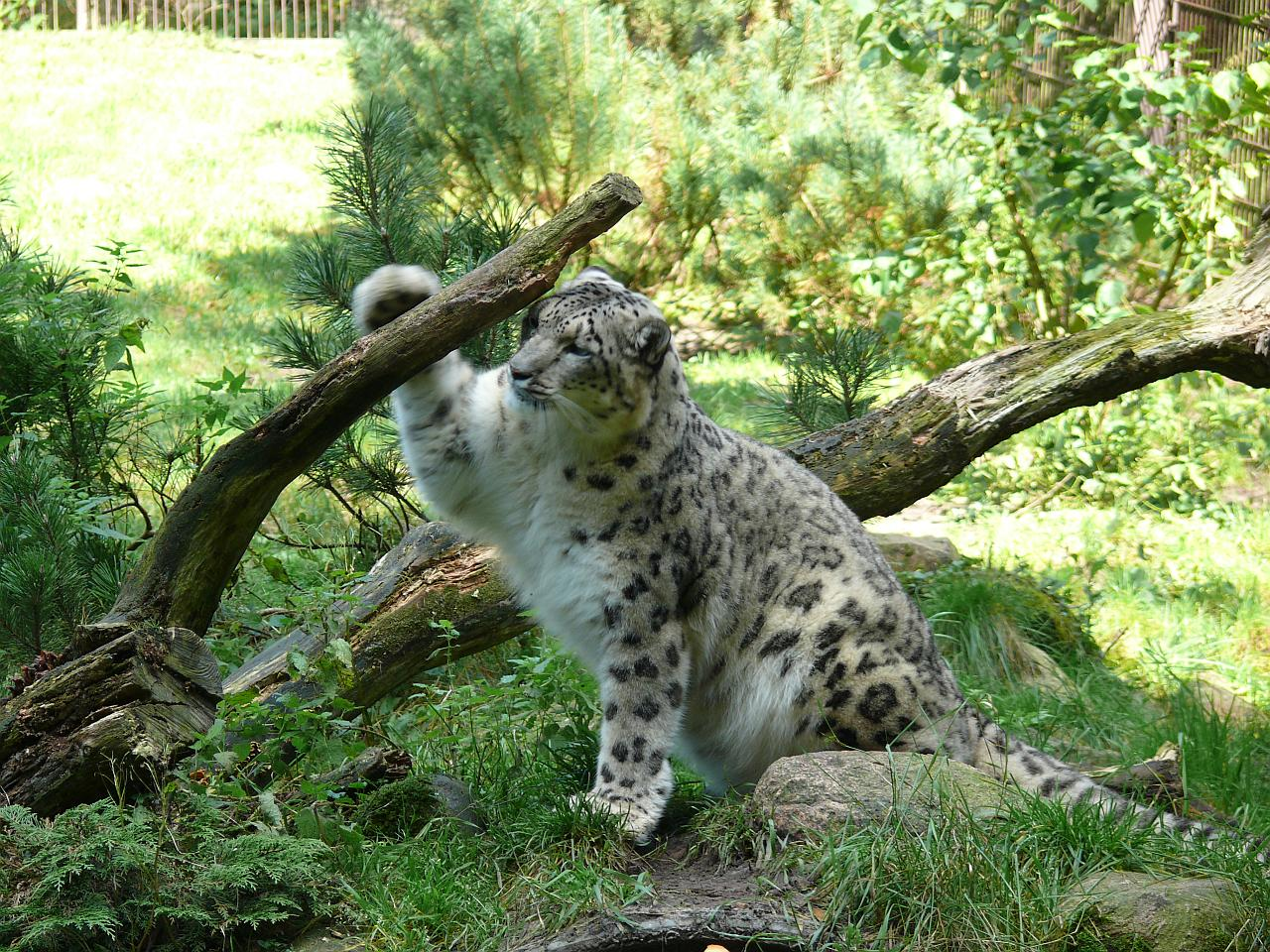
Leopardo delle nevi

Nel 2003 la popolazione totale di leopardi delle nevi in natura è stata stimata a solo 4080-6590 capi da McCarthy e i suoi collaboratori (vedere tabella sottostante). Molte di queste stime, però, sono approssimate e datate.
Nel 1972 l'Unione internazionale per la conservazione della natura (IUCN) inserì il leopardo nella sua Lista Rossa delle Specie Minacciate, nella categoria delle «specie in pericolo», ma nel 2017 fu riclassificata come «vulnerabile».
| Paese        | Areale occupato (km²) | Popolazione stimata |
| ------------ | --------------------- | ------------------- |
| Afghanistan  | 50.000                | 100-200?            |
| Bhutan       | 15.000                | 100-200?            |
| Cina         | 1.100.000             | 2000-2500           |
| India        | 75.000                | 200-600             |
| Kazakistan   | 50.000                | 180-200             |
| Kirghizistan | 105.000               | 150-500             |
| Mongolia     | 101.000               | 500-1000            |
| Nepal        | 30.000                | 300-500             |
| Pakistan     | 80.000                | 200-420             |
| Tagikistan   | 100.000               | 180-220             |
| Uzbekistan   | 10.000                | 20-50               |

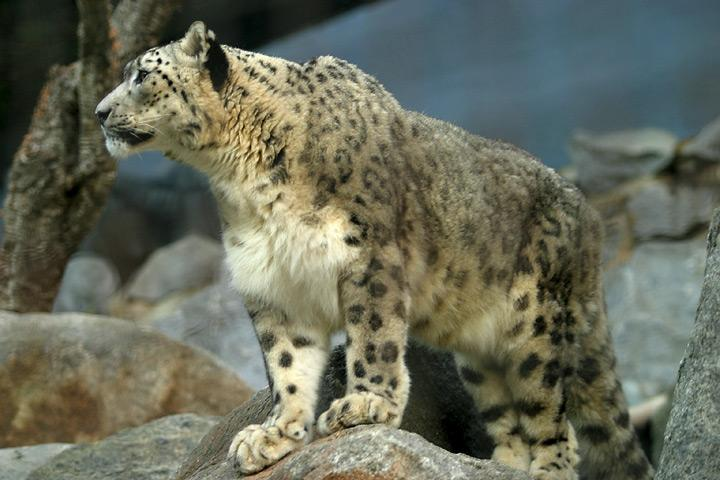
Un esemplare allo Zoo di San Diego

Il leopardo delle nevi è presente nelle seguenti aree protette:
- Parco Nazionale di Chitral (Khyber Pakhtunkhwa)  Pakistan;
- Parco Nazionale di Khunjerab (Gilgit-Baltistan)  Pakistan;
- Parco Nazionale di Hemis (Ladakh)  India;
- Santuario Naturale di Kibber (Himachal Pradesh)  India;
- Parco Nazionale di Pin Valley (Himachal Pradesh)  India;
- Parco Nazionale del Grande Himalaya (Himachal Pradesh)  India;
- Parco nazionale del Nanda Devi (Uttarakhand; Patrimonio dell'Umanità dell'UNESCO)[29]  India;
- Parco nazionale della Valle dei fiori (Uttarakhand; Patrimonio dell'Umanità dell'UNESCO)  India;
- Santuario Naturale di Dibang (Arunachal Pradesh)  India;
- Parco Nazionale di Shey-Phoksundo (Regione di Sviluppo del Medio Occidente)  Nepal;
- Riserva di Caccia di Dhorpatan (Regione di Sviluppo Occidentale)  Nepal;
- Area di Conservazione dell'Annapurna (Regione di Sviluppo Occidentale)  Nepal;
- Parco nazionale di Sagarmatha (Regione di Sviluppo Orientale; Patrimonio dell'Umanità dell'UNESCO)[30]  Nepal;
- Parco nazionale di Jigme Dorji (Distretto di Gasa)  Bhutan;
- Riserva naturale nazionale di Qomolangma (Tibet)[31]  Cina;
- Riserva Naturale di Tumor Feng (Xinjiang)[32]  Cina;
- Riserva Naturale Statale di Sarychat-Ertash (Regione di Ysyk-Köl)  Kirghizistan;
- Riserva Naturale di Aksu-Djabagly (Regione di Turkistan)  Kazakistan;
- Parco Nazionale di Gobi Gurvansaikhan (Provincia dell'Ômnôgov')  Mongolia;
- Bacino di Ubsunur (Provincia dell'Uvs e Repubblica di Tuva)  Mongolia e  Russia;
- Riserva Naturale di Katun (Repubblica dell'Altaj)  Russia.
- Riserva Naturale della Chakassia (Chakassia)  Russia.

Molti progressi sono stati fatti per assicurare la sopravvivenza di questa specie, che oltretutto si riproduce anche piuttosto bene in ambiente controllato.
Una popolazione in salute di leopardi delle nevi è stata recentemente scoperta in 16 località del Corridoio del Wakhan, una regione isolata posta nell'estremità nord-orientale dell'Afghanistan; questa notizia è stata accolta con gioia dai conservazionisti, che ritenevano l'animale quasi scomparso dall'area.

### Minacce
Sebbene il leopardo delle nevi sia in cima alla piramide alimentare, le attività umane diventano una seria minaccia per lui e il suo ambiente.
- Bracconaggio. Il leopardo delle nevi viene ucciso per la splendida pelliccia particolarmente ricercata in Asia centrale, Europa orientale e Russia, per le ossa e altre parti del corpo richieste per essere usate nella medicina tradizionale asiatica e viene catturato per le collezioni private. Molti bracconieri sono persone locali che vivono nelle stesse aree dei leopardi delle nevi. Queste regioni hanno un alto tasso di povertà e il bracconaggio offre un’entrata extra per l’acquisto di beni di prima necessità come cibo e ripari.
- Caccia di frodo. Oltre alle loro prede, occasionalmente i leopardi possono uccidere anche animali domestici. I mandriani dipendono dalle loro greggi in quanto sono fonte di reddito e la perdita anche di un singolo animale può avere pesanti conseguenze economiche per l’intera famiglia, per questo spesso usano trappole, veleni e fucili per uccidere i leopardi.
- Perdita di habitat e prede. Poiché la vita degli allevatori dipende dal bestiame allevato, c’è una tendenza ad aumentare la dimensione delle greggi e quindi di consumo delle praterie, riducendo la numerosità di pecore e capre selvatiche, di cui il leopardo delle nevi si nutre. Inoltre, gli uomini uccidono questi animali selvatici per carne e trofei, facendo diminuire ancora più velocemente il numero delle prede selvatiche.
- Attività estrattive. I minatori usano pericolose sostanze chimiche ed esplosivi per estrarre minerali dalle montagne dove il leopardo vive. Queste cave a cielo aperto obbligano il leopardo delle nevi e le loro prede a trovare nuovi luoghi in cui insediarsi.
- Mancanza di risorse. Molte famiglie di allevatori si devono confrontare con difficoltà finanziarie e non investono tempo e risorse per migliorare l’ecologia locale. Allo stesso modo, i governi locali sono concentrati sullo sviluppo economico e la politica ambientale non è perseguita.

### Ruolo dei giardini zoologici
I giardini zoologici rivestono un ruolo fondamentale per garantire la conservazione in natura del leopardo delle nevi come di altre specie minacciate di estinzione. Al 2017 secondo l'Associazione Mondiale degli Zoo e Acquari (WAZA) i leopardi delle nevi presenti negli zoo del mondo sono 471 e 8 quelli presenti negli zoo italiani.

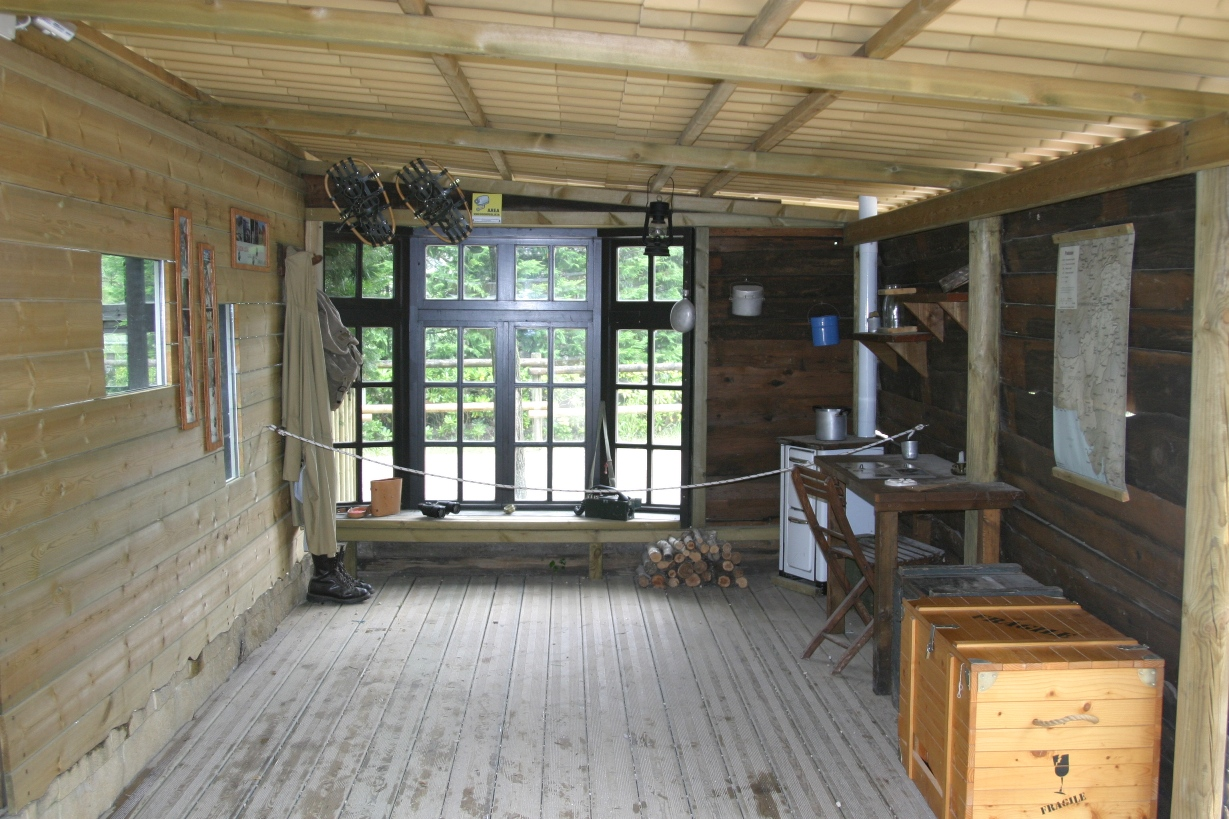
Esposizione educativa presso Parco Zoo Punta Verde di Lignano Sabbiadoro

Attraverso i progetti di conservazione gli zoo collaborano con numerosi enti come lo Snow Leopard Trust. Tale organizzazione lavora direttamente con le popolazioni locali per trovare delle soluzioni che aiutino contemporaneamente il leopardo delle nevi e le persone che con esso condividono il territorio.
I giardini zoologici insieme ai loro visitatori sostengono economicamente i progetti di conservazione, a tal fine si organizzano eventi di sensibilizzazione e divulgazione all’interno delle strutture zoologiche.
L'impegno degli zoo per le specie a rischio di estinzione cresce con costanza anche attraverso l’adesione al Programma europeo per le specie minacciate (EEP) per la tutela di questo elusivo felino, una delle specie più minacciate al mondo.

## Rapporti con l'uomo

### Cultura di massa
Il primo documentario sul leopardo delle nevi è stato Silent Roar - In Search of the Snow Leopard di Hugh Miles.
Il felide compare anche in alcune sequenze della famosa serie Planet Earth, girate dal cameraman Mark Smith; in esse viene mostrato, per la prima volta, l'attacco a un markhor.
Dopo il successo di Planet Earth, Nisar Malik, un giornalista pakistano, e lo stesso Smith trascorsero 18 mesi sull'Hindu Kush per filmare un altro documentario sull'animale per conto della BBC: Snow Leopard - Beyond the Myth.
Tai Lung, l'antagonista del film Kung Fu Panda, è un leopardo delle nevi. 
Il nome della versione 10.6 del sistema operativo macOS è appunto Snow Leopard, leopardo delle nevi.
Peter Matthiessen, Il leopardo delle nevi, trad. Francesco Franconeri, Vicenza, Beat, 2015
La pantera delle nevi. Un film di Marie Amiguet e Vincent Munier. Durata 92". Musiche di Warren Ellis e Nick Cave. Titolo originale La panthère des neiges. 2021.
Sylvain Tesson, La pantera delle nevi, trad. Roberta Ferrara, Palermo, Sellerio (collana: Il contesto, 111), 2020.
Il leopardo delle nevi compare anche nel film del 2013 "I sogni segreti di Walter Mitty" (The Secret Life of Walter Mitty) quando il protagonista dopo un lungo e difficoltoso viaggio a piedi tra le nevi eterne tra Afghanistan e Himalaia in luoghi del tutto selvaggi e solitari, incontra finalmente Sean O'Connell, mentre sta fotografando un rarissimo leopardo di montagna.

### Araldica
Il leopardo delle nevi ha svolto da sempre un ruolo importante nella cultura dei popoli turchi dell'Asia centrale, presso i quali è noto come irbis o bars, e ancora oggi compare su molti stemmi.
L'«Aq Bars» (tradotto come «leopardo bianco» o «leopardo delle nevi») è un simbolo nazionale per Tatari e Kazaki: compare sullo stemma ufficiale della città di Almaty e, alato, sullo stemma del Tatarstan. Un leopardo simile è raffigurato sullo stemma dell'Ossezia Settentrionale-Alania. Il «Premio Leopardo delle Nevi» era una medaglia conferita agli alpinisti sovietici che erano riusciti a raggiungere le vette di tutti e cinque i Settemila dell'Unione Sovietica. L'animale compare anche sull'emblema dell'Associazione di Scout Femminile del Kirghizistan.

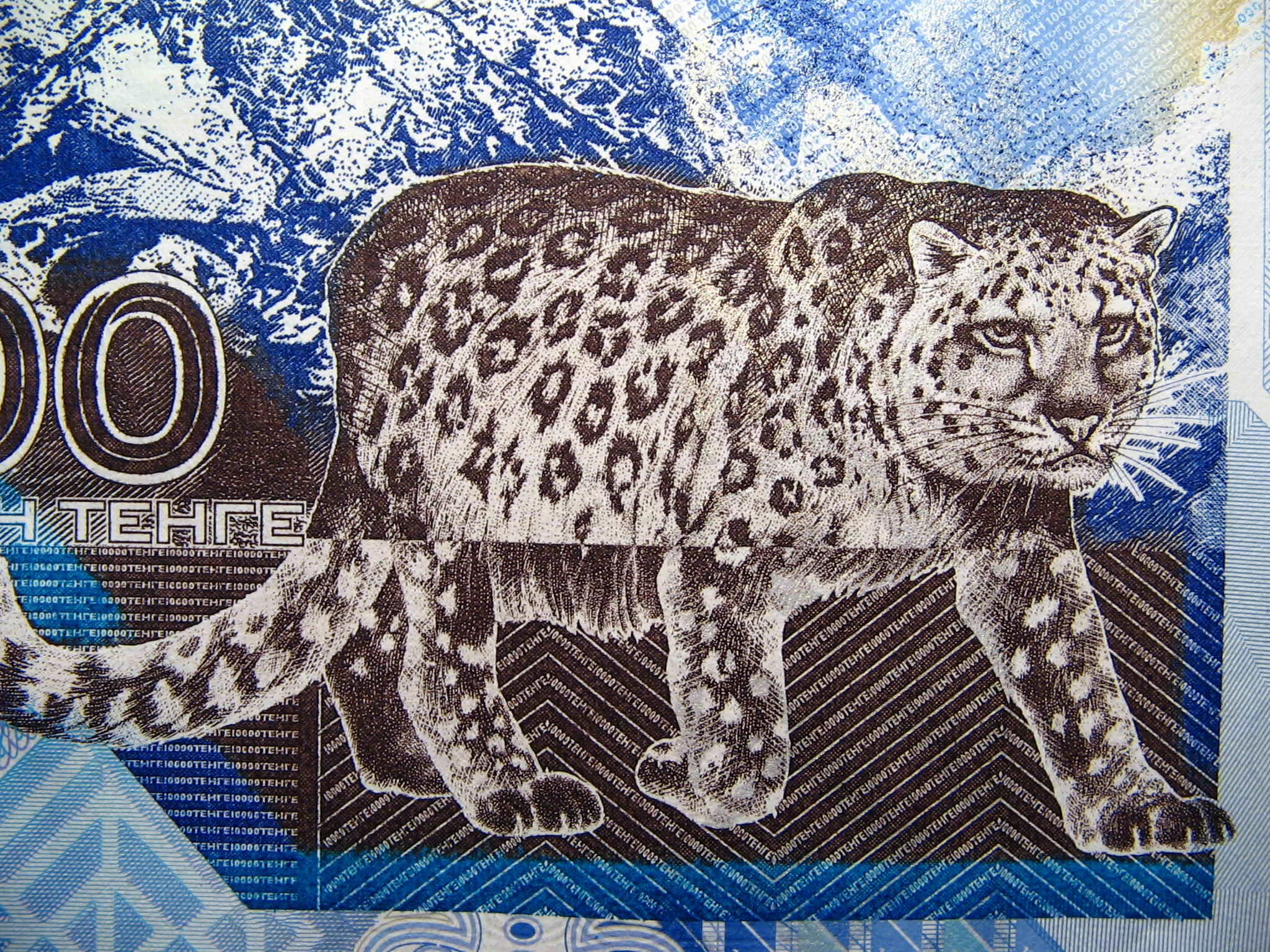
Leopardo delle nevi sul retro di una vecchia banconota da 10.000 tenge (Kazakistan)
L'«Aq Bars», un antico simbolo di Turchi e Proto-bulgari, sullo stemma del Tatarstan
Stemma di Almaty (Kazakistan)
Vecchio stemma di Astana, la capitale del Kazakistan
Stemma di Biškek, la capitale del Kirghizistan
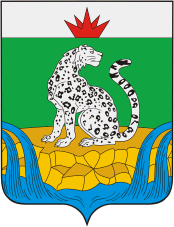
Stemma del distretto di Shushensky (Territorio di Krasnojarsk)
Stemma della città di Samarcanda (Uzbekistan)